# 1000 Robota
1000 Robota est un groupe de rock allemand, originaire de Hambourg.

## Biographie
Le groupe est formé à Hambourg par le chanteur guitariste Anton Spielman, le batteur Jonas Hinnerkort et le bassiste Sebastian Muxfeldt. Il publie un premier EP baptisé Hamburg Brennt. Le premier album Du nicht er nicht sie nicht sort dans la foulée. 
En 2010, le groupe sort UFO, son deuxième album,. Le groupe est l'objet d'un film-documentaire baptisé Utopia Ltd, et réalisé par Sandra Trostel. Le film est présenté à la Berlinale en 2011, puis diffusé à la télévision en 2013.